# Estación Rinconada de La Laja
Rinconada de La Laja corresponde a la actual estación de La Laja ubicada en La Rinconada de La Laja, hoy llamado La Laja. Fue construida con el servicio  del ferrocarril Santiago - Curicó - Chillán - Talcahuano y Angol. Luego pasó a formar parte de la Red Sur de Ferrocarriles del Estado, y es parte del Troncal de la Red Sur. Primero poseyó un Triángulo de inversión hasta la construcción del Puente Ferroviario La Laja.
- Datos: Q54811